# USS Hancock (CV-19)
USS Hancock (CV-19) — тяжёлый ударный авианосец США типа «Эссекс». Был одним из 24 авианосцев этого типа класса, построенных во время Второй мировой войны для ВМС США. Корабль был четвертым кораблем ВМС США, носившим это имя, и был назван в честь Джона Хэнкока, президента Второго Континентального Конгресса и первого губернатора штата Массачусетс. «Хэнкок» был введен в строй в апреле 1944 года и участвовал в нескольких кампаниях на Тихоокеанском театре военных действий, заработав четыре боевые звезды. Выведенный из эксплуатации вскоре после окончания войны, он был модернизирован и вновь введен в эксплуатацию в начале 1950-х годов как ударный авианосец (CVA). Во второй своей карьере он действовал исключительно на Тихом океане, сыграв заметную роль во Вьетнамской войне, за что получила благодарность от Военно-морского подразделения. Это был первый авианосец ВМС США, на котором были установлены паровые катапульты. В начале 1976 года авианосец был списан, а позже продан на металлолом.

## Строительство и ввод в эксплуатацию
Корабль был заложен как Ticonderoga 26 января 1943 года компанией Bethlehem Steel Co., в Куинси, Массачусетс. В «Хэнкок» корабль переименовали 1 мая 1943 года в ответ на предложение компании по страхованию жизни Джона Хэнкока провести специальную кампанию по сбору средств для корабля, если это название будет использовано (верфь в Куинси находилась в родном штате компании). CV-14, заложенный как Hancock и строящийся в то же время в Ньюпорт Ньюс, штат Виргиния, получил вместо этого название Ticonderoga.
Облигационный фонд компании собрал достаточно денег, чтобы построить корабль и эксплуатировать его в течение первого года. Корабль был спущен на воду 24 января 1944 года Хуанитой Гэбриэл-Рэмси, женой контр-адмирала Девитта Клинтона Рэмси, начальника Бюро аэронавтики. «Хэнкок» был введен в строй 15 апреля 1944 года под командованием капитана Фреда Дикки.

## История

### Вторая Мировая война
После переоборудования в Бостонском Военно-Морском Флоте и подготовки у Тринидада и Венесуэлы, «Хэнкок» вернулся в Бостон для переоборудования 9 июля 1944 года. Авианосец вышел из Бостона 31 июля в Перл-Харбор через Панамский канал и Сан- Диего, а оттуда отплыл 24 сентября, чтобы присоединиться к 3-му флоту Адмирала У. Ф. Хэлси в Улити 5 октября. «Хэнкок» был назначен в авианосную оперативную группу 38.2 контр- адмирала Джеральда Ф. Богана (TG 38.2).
На следующий день после полудня «Хэнкок» отправился к точке рандеву в 375 nmi (690 км) к западу от Марианских островов, где подразделения авианосного оперативного соединения 38 вице-адмирала Митчера (TF 38) готовились к дерзкому рейду с целью налета на японские военно-воздушные и морские базы в Рюкю, на Тайване и на Филиппинах. Таким образом, авиация противника была парализована во время вторжения генерала Макартура в Лейте. Когда 10 октября 1944 года армада прибыла с островов Рюкю, самолеты «Хэнкока» поднялись с его палубы, чтобы нанести сокрушительный удар по окинавским аэродромам и кораблям. Его самолеты уничтожили семь самолетов противника на земле и оказали помощь в уничтожении подводной лодки, 12 торпедных катеров, 2 мелких подводных лодок, четырех грузовых судов и ряда сампанов. Далее по плану были авиабазы Тайваня, где 12 октября летчики Хэнкока сбили шесть вражеских самолетов и уничтожили еще девять на земле. Он также сообщила, что один грузовой корабль определенно потоплен, три, вероятно, уничтожены, а несколько других повреждены.
В тот вечер, отражая вражеский воздушный налет, артиллеристы Хэнкока обнаружили японский самолет и в течение семи часов беспрерывного боевого дежурства уничтожили бесчисленное множество других самолетов. На следующее утро его самолеты возобновили штурм, выбив на берег склады боеприпасов, ангары, казармы и промышленные предприятия и повредив вражеский транспорт. Когда японские самолеты снова атаковали американцев во время их второй ночи у Тайваня, зенитный огонь Хэнкока сбил еще один рейдер, который разбился около 500 ярдов (460 м) от ее летной палубы. Утром третьего дня операции Хэнкок снова атаковал аэродромы и суда, прежде чем отступить на юго-восток со своей оперативной группой. Когда американские корабли отошли, тяжелая группа японских самолетов с ревом прорвалась, чтобы нанести прощальный удар. Один из них сбросил бомбу на левый борт Хэнкока за несколько секунд до того, как был сбит орудиями авианосца и рухнул в море. Еще одна бомба пробила орудийную платформу, но взорвалась в воде, не причинив вреда. Уцелевшие нападавшие затем повернули назад, и после этого оперативная группа была невредима, когда они плыли к Филиппинам, чтобы поддержать высадку в Лейте.
18 октября с Хенкока произвели вылеты самолеты, удар которых был направлен против аэродромов и судов в Лаоаге, Апарри и на островах Бабуян в северной части Лусона. Его самолеты наносили удары по островам Себу, Панай, Негрос и Масбате , нанося у дары по вражеским аэродромам и кораблям. На следующий день он удалился в с торону Улити с вице-адмиралом Джоном С. Маккейном старшим.
23 октября капитан авианосца получила приказ повернуть обратно в район острова Самар, чтобы помочь в поисках частей японского флота, которые, как сообщалось, закрывают Лейт, чтобы блокировать американский флот и уничтожить десантные силы, которые пытались отбить остров у Японии. Хэнкок не добрался до Самара вовремя, чтобы помочь эскортным авианосцам и эсминцам "Тэффи-3" во время основного сражения у Самара, но его самолетам удалось ударить по убегающим японским Центральным силам, когда они проходили через пролив Сан-Бернардино. Затем Хэнкок присоединился к оперативной группе контр-адмирала Богана, с которой он наносил удар по аэродромам и кораблям в окрестностях Манилы 29 октября 1944 года. В ходе операций до 19 ноября самолеты Хэнкока оказывали непосредственную поддержку наступающим войскам армии и атаковали японские корабли на расстоянии 350 миль (560 км). Он стал флагманом оперативной авианосной группы (TF 38) 17 ноября 1944 года, когда Адмирал Маккейн поднялся на борт.
Неблагоприятная погода помешала проведению операции до 25 ноября, когда камикадзе с ревом устремился к Хэнкоку со стороный Солнца. Зенитный огонь взорвал один самолет примерно в 300 футах (90 м) над кораблем, но часть его фюзеляжа упали в середине корабля, а часть крыла ударилась о полетную палубу и загорелась. Быстрая и умелая командная работа быстро погасила пламя и предотвратила серьезные повреждения.
27 ноября Хэнкок вернулся в Улити и вместе со своей оперативной группой покинул этот остров, чтобы вести воздушное патрулирование над вражескими аэродромами на Лусоне и не допустить нападения камикадзе на десантные суда в Миндоро. Первые удары были нанесены 14 декабря по аэродромам Кларк и Анжелес, а также по наземным целям противника на острове Сальвадор. На следующий день самолеты авианосца нанесли удары по объектам в Масинлоке, Сан- Фернандо и Кабанатуане, в то время как истребители сдерживали японских летчиков. Его самолеты также атаковали суда в Манильском заливе.
17 декабря 1944 года Хэнкок столкнулся с сильным тайфуном (Кобра) и преодолел шторм волнами, которые разбились о его летную палубу, примерно на 55 футов (20 м) выше ватерлинии. Он вошёл в Улити 24 декабря и через шесть дней начала атаковать аэродромы и морские суда в Южно-Китайском море. Его самолеты нанесли тяжелые удары по аэродромам Лусона 7-8 января 1945 года и вновь обратил своё внимание на Тайвань 9 января, яростно нанося удары по аэродромам и стоянке гидросамолетов Токо.
25 января Хэнкок достиг Улити, где Адмирал Маккейн покинул корабль и оставил командование 5-м флотом. 10 февраля авиация совершила вылет с кораблями в составе оперативной группы и 16 февраля нанесла удары по аэродромам в окрестностях Токио. В тот день авиагруппа 80, сбила 71 вражеский самолет, а на следующий день насчитала еще 12. Самолеты Хэнкока нанесли удар по военно-морским базам противника в Титидзиме и Хахадзиме 19 февраля. Эти рейды были проведены, чтобы изолировать Иводзиму от воздушной и морской поддержки, когда морские пехотинцы ударили по пляжам этого острова, чтобы начать одну из самых кровавых и ожесточенных кампаний войны.
Вернувшись в воды у островов противника, Хэнкок запустил свои самолеты против целей на севере Хонсю, совершив диверсионный рейд на острова Нансей-шото 1 марта, прежде чем вернуться в Улити 4 марта 1945 года.
Вернувшись в японские воды, 18 марта Хэнкок вместе с другими авианосцами нанёс удары по аэродромам Кюсю, Юго-Западному Хонсю и судоходству во Внутреннем Японском море. Хэнкок заправлял эсминец «Хэлси Пауэлл» 20 марта, когда камикадзе атаковали оперативную группу. Один самолет спикировал к двум кораблям, но был уничтожен артиллерийским огнем на высоте около 210 м. Осколки самолета ударили в палубу Хэнкока, а его двигатель и бомба врезались в хвостовую часть эсминца. Артиллеристы Хэнкока сбили еще один самолет, когда он приблизился к точке сброса бомбы на авианосец.
Хэнкок был переведен в авианосную группу TG 58.3, с которой наносил удары по островам Нансей-шото с 23 по 27 марта, а также по островам минами — Дайто и Кюсю в конце месяца.
Выведен в резерв 9 мая 1947 года. Прошёл модернизацию по проекту SCB-27C. С 1 октября 1952 года по 30 июня 1975 года был переклассифицирован в CVA-19.
Повторно введен в строй 1 марта 1954 года.
При второй модернизации получил угловую палубу. Был введен в строй в ноябре 1956 года. Нес службу на Тихом океане.
В 1958 году при аварии штурмовика «Скайрейдер» 2 человека погибли, авианосец пострадал от пожара.
Во время войны во Вьетнаме совершил 9 походов:
1. 21.10.1964 — 29.5.1965,
2. 10.11.1965 — 1.8.1966,
3. 5.1.1967 — 22.7.1967,
4. 18.7.1968 — 3.3.1969,
5. 2.8.1969 — 15.4.1970,
6. 22.10.1970 — 3.6.1971,
7. 7.1.1972 — 3.10.1972,
8. 8.5.1973 — 8.1.1974,
9. 18.3.1975 — 20.10.1975.

1 июля 1966 года палубная авиация участвовала в атаке и потоплении трех северовьетнамских торпедных катеров.
В ответ на эмбарго арабских стран на поставку нефти Западу был временно выведен в Индийский океан, где 29 октября 1973 года возглавил оперативное соединение созданное в Аравийском море.
Затем у берегов Индокитая участвовал в эвакуации граждан США из Камбоджи и Южного Вьетнама (операции «Орлиный приток» и «Порывистый ветер» соотвественно).
Списан и продан на слом 31 января 1976 года.